# Festival Agustirock
El Agustirock es un festival de música rock iniciado en 1989 en el distrito de El Agustino, en la ciudad de Lima, capital del Perú.

## Historia
Entre la década de los 70 y 80, surgió un movimiento musical roquero, que gracias al comercio de segunda mano de discos de vinilo en mercadillos del Cercado de Lima, como La Cachina o Tacora, hizo que se creasen grupos de rock en diversos distritos de la capital peruana, especialmente en el distrito de El Agustino. Así, las bandas que surgieron se organizaron en un movimiento juvenil autogestionado denominado GRASS (Grupos Roqueros Agustinianos Surgiendo Solos).
Inicialmente, expusieron sus artes con el eslogan «Rock por la Paz», posteriormente, tuvieron el apoyo del jesuita José Ignacio Mantecón Sancho, llamado Padre Chiki, párroco de la capilla Virgen de Nazaret, y otras instituciones culturales contra la época del terrorismo.
El Agustirock permitió que este distrito pudiera generar una carga identitaria roquera más acorde con las voces de las generaciones de jóvenes de barrio. Asimismo, este festival musical no solo incluía la presentación de bandas roqueras, sino que también se organizaron eventos culturales como exposiciones de Arte con artistas de la Escuela Nacional de Bellas Artes del Perú.
En 2009, al conmemorarse los 20 años del festival, se programaron diversas actividades como el Agustinazo en el Colegio Mariátegui, donde tocaron reconocidos roqueros peruanos como Daniel F, y bandas como Voz Propia, La Sarita, Aeropajitas, Cuchillazo y Morbo.